# Witali Wassiljewitsch Proschkin
Witali Wassiljewitsch Proschkin (russisch Виталий Васильевич Прошкин; * 8. Mai 1976 in Elektrostal, Russische SFSR) ist ein russischer Eishockeyspieler, der zuletzt beim HK Sotschi in der Kontinentalen Hockey-Liga unter Vertrag stand.

## Karriere
Witali Proschkin begann seine Karriere im Nachwuchsbereich von Kristall Elektrostal. Während der Saison 1993/94 kam er bei Keramik Elektougli zum Einsatz, ehe er während der folgenden Spielzeit für die Profimannschaft seines Heimatvereins in der Internationalen Hockey-Liga debütierte. Parallel dazu spielte er für die zweite Mannschaft von Kristall in der zweitklassigen Wysschaja Liga. In der Saison 1996/97 gehörte er fest zum Kader der Profimannschaft und sammelte in 59 Saisonspielen 8 Scorerpunkte. Während der folgenden Spielzeit wechselte Proschkin innerhalb der Superliga zum HK Dynamo Moskau und belegte beim Finalturnier der European Hockey League 1997/98 den zweiten Platz. Am Ende der Finalrunde erreichte er mit Dynamo den fünften Platz der Superliga sowie den zweiten Platz beim erstmals ausgetragenen Pokalwettbewerb der Superliga.
In der Saison 1998/99 nahm Proschkin für Dynamo an drei Wettbewerben teil: der Superliga, der Wysschaja Liga und der European Hockey League (EHL). Mit der Profimannschaft des Vereins belegte er sowohl in der EHL, als auch in der russischen Meisterschaft den zweiten Platz. Ein Jahr später gewann er mit dem HK Dynamo Moskau seinen ersten russischen Meistertitel, als das Team Ak Bars Kasan mit 4:1 im Playoff-Finale besiegte. Zu diesem Erfolg trug Proschkin mit 14 Scorerpunkten in 53 Einsätzen bei.
Im Sommer 2000 wurde Proschkin von Ak Bars Kasan verpflichtet, verpasste aber einen Teil der folgenden Spielzeit aufgrund einer Verletzung. Um Spielpraxis zu sammeln, wurde er zudem für zwei Spiele bei der zweiten Mannschaft des Klubs eingesetzt, die in der Perwaja Liga spielte. Mit Kasan gewann er anschließend die Vorrunde der Superliga, schied aber schon im Playoff-Viertelfinale mit 1:3 Siegen gegen Lokomotive Jaroslawl aus. Ein Jahr später erreichte er nach dem zweiten Platz in der Vorrunde mit Ak Bars das Playoff-Finale, in dem dieser erneut Lokomotive Jaroslawl mit 0:3 unterlag. In den folgenden Jahren erreichte Kasan zwar jeweils die Playoffs, drang aber nicht in das Finale vor. Erst in der Saison 2005/06 gelang dies erneut: Kasan schlug den HK Awangard Omsk mit 3:0 und gewann damit den zweiten Meistertitel der Vereinsgeschichte. Für Proschkin persönlich war es mit 34 Scorerpunkten zudem die punktbeste Saison seiner bisherigen Karriere. In der folgenden Spielzeit sammelte er sogar 47 Scorerpunkte und entwickelte sich damit im Laufe seiner Karriere vom Defensiv- zum Offensivverteidiger. Zudem gewann er mit Kasan im Januar 2007 den IIHF European Champions Cup und wurde am Turnierende in das All-Star Team des Wettbewerbs gewählt.
Im Sommer 2007 wechselte Proschkin innerhalb der Superliga zu Salawat Julajew Ufa, mit dem er im Frühjahr 2008 erneut russischer Meister wurde. Drei Jahre später konnte er mit Ufa diesen Erfolg wiederholen, als er mit seinem Team im Finale Atlant Mytischtschi mit 4:1 besiegte und den Gagarin-Pokal gewann.
Im Juli 2014 verließ er Salawat Julajew nach sieben Jahren und wurde zusammen mit Mannschaftskollege Sergei Sinowjew vom HK Sotschi verpflichtet. Kurz vor Saisonbeginn wurde sowohl Proschkins, als auch Sinowjews Vertrag aufgelöst. Seither ist Proschkin vereinslos.

### International
Proschkin spielte mit der russischen Nationalmannschaft bei den Weltmeisterschaften 2003, 2004, 2005, 2007, 2008 und 2009. 2008 und 2009 wurde er mit Russland Weltmeister. Zudem nahm er an mehreren Turnieren der Euro Hockey Tour teil.
Für seine sportlichen Verdienste wurde er im Jahr 2009 als Verdienter Meister des Sports Russlands ausgezeichnet und bekam die Verdienstmedaille für das Vaterland II. Stufe verliehen.

## Erfolge und Auszeichnungen
| - 1998 Vizemeister der EHL mit dem HK Dynamo Moskau - 1999 Vizemeister der EHL mit dem HK Dynamo Moskau - 1999 Russischer Vizemeister mit dem HK Dynamo Moskau - 2000 Russischer Meister mit dem HK Dynamo Moskau - 2002 Russischer Vizemeister mit Ak Bars Kasan - 2006 Russischer Meister mit Ak Bars Kasan - 2007 IIHF-European-Champions-Cup-Gewinn mit Ak Bars Kasan - 2007 All-Star-Team des IIHF European Champions Cup | - 2008 Russischer Meister mit Salawat Julajew Ufa - 2009 KHL-Verteidiger des Monats Januar - 2009 KHL All-Star Game - 2009 Verdienter Meister des Sports Russlands - 2009 Verdienstmedaille für das Vaterland II. Stufe - 2011 Gagarin-Pokal-Gewinn mit Salawat Julajew Ufa |

### International
- 2005 Bronzemedaille bei der Weltmeisterschaft
- 2007 Bronzemedaille bei der Weltmeisterschaft
- 2008 Goldmedaille bei der Weltmeisterschaft
- 2009 Goldmedaille bei der Weltmeisterschaft

## Karrierestatistik

### International
Vertrat Russland bei:
- Weltmeisterschaft 2003
- Weltmeisterschaft 2004
- Weltmeisterschaft 2005
- Weltmeisterschaft 2007
- Weltmeisterschaft 2008
- Weltmeisterschaft 2009

(Legende zur Spielerstatistik: Sp oder GP = absolvierte Spiele; T oder G = erzielte Tore; V oder A = erzielte Assists; Pkt oder Pts = erzielte Scorerpunkte; SM oder PIM = erhaltene Strafminuten; +/− = Plus/Minus-Bilanz; PP = erzielte Überzahltore; SH = erzielte Unterzahltore; GW = erzielte Siegtore; 1 Play-downs/Relegation; Kursiv: Statistik nicht vollständig)